# Голямхосейн Амирхани
Голямхосейн Амирхани (перс. غلامحسین امیرخانی‎) — персидский каллиграф, родившийся в 1939 годе в городе Талеган, Иран.

## Биография
Первые два школьных года Амирхани провел в родном городе Талеган, а после того, как его семья переехала в Тегеран, он продолжил обучение в школе имени Масуда Саада Салмана. По окончании школы он занялся искусством каллиграфии и разработал собственную технику работы почерком «насталик». Его наставниками в каллиграфии были Сейед Хасан Мирхани и Сейед Хусейн Мирхани. В 1974 году Амирхани стал профессором каллиграфии, а в 1979 году получил звание полного профессора.
В 1961 году он был принят на работу в отделение изобразительных искусств Министерства культуры и искусства Ирана (в настоящий момент — Министерство культуры и исламской ориентации). После Исламской революции 1979 года он возглавлял Верховный совет Иранского общества каллиграфов, культурный центр Арасбаран, а также Верховный совет Иранского форума художников. Также он является членом национального комитета ЮНЕСКО и членом отделения традиционных искусств Иранской академии искусств. Амирхани был членом жюри многих иранских и международных конкурсов каллиграфии. Выставки его работ проводились как на родине, так и за рубежом: в Англии, Франции, Сирии, Пакистане и ОАЭ. Амирхани не оставляет преподавательскую деятельность в Иранском обществе каллиграфов: многие известные иранские каллиграфы являются его учениками и работают в его стиле. Кроме того, он является автором научных статей, а также нескольких учебных пособий по каллиграфии.

## Награды и премии
- В 2002 году Амирхани был введен в Зал славы науки и культуры Ирана
- Амирхани дважды удостоен Ордена за заслуги в области культуры[англ.] Ирана (1999 и 2009 годы)
- В 2016 году Амирхани стал кавалером Ордена искусств и литературы Франции
- В 2017 году удостоен рыцарского креста ордена Почётного легиона Франции[1]

## Наиболее известные работы
• «Гулистан» Саади
• «Рубайят» Хаййама
• Диван Хаджу Кирмани
• Диван Хафиза
• Избранное из газелей Саади
• Тарджибанд Хатефа Исфахани